# PDCD10
PDCD10 (англ. Programmed cell death 10) – білок, який кодується однойменним геном, розташованим у людей на короткому плечі 3-ї хромосоми.  Довжина поліпептидного ланцюга білка становить 212 амінокислот, а молекулярна маса — 24 702.
| 10         |  | 20         |  | 30         |  | 40         |  | 50         |
| ---------- |  | ---------- |  | ---------- |  | ---------- |  | ---------- |
| MRMTMEEMKN |  | EAETTSMVSM |  | PLYAVMYPVF |  | NELERVNLSA |  | AQTLRAAFIK |
| AEKENPGLTQ |  | DIIMKILEKK |  | SVEVNFTESL |  | LRMAADDVEE |  | YMIERPEPEF |
| QDLNEKARAL |  | KQILSKIPDE |  | INDRVRFLQT |  | IKDIASAIKE |  | LLDTVNNVFK |
| KYQYQNRRAL |  | EHQKKEFVKY |  | SKSFSDTLKT |  | YFKDGKAINV |  | FVSANRLIHQ |
| TNLILQTFKT |  | VA         |  |            |  |            |  |            |

A: Аланін

D: Аспарагінова кислота

E: Глутамінова кислота

F: Фенілаланін

G: Гліцин

H: Гістидин

I: Ізолейцин

K: Лізин

L: Лейцин

M: Метіонін

N: Аспарагін

P: Пролін

Q: Глутамін

R: Аргінін

S: Серин

T: Треонін

V: Валін

Задіяний у таких біологічних процесах як апоптоз, ангіогенез, поліморфізм, ацетиляція. 
Локалізований у клітинній мембрані, цитоплазмі, мембрані, апараті гольджі.